# Harpyor

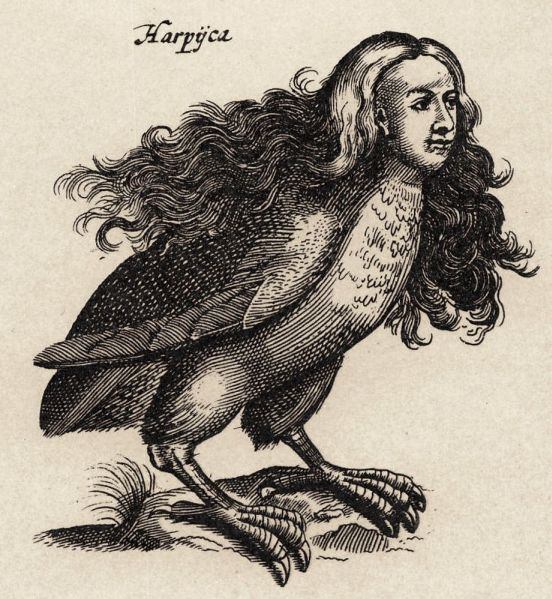
Harpyja. Gravyr av Matthius Merian 1660

Harpyor är i grekisk mytologi mytiska andeväsen eller vindandar. De är ursprungligen framställda som bevingade kvinnor, senare rovfåglar med kvinnohuvud.
Åt en av dem (med hästgestalt) ger Homeros namnet Podarge (den snabbfotade). Hos Hesiodos är antalet bestämt till två med namnen Aëllo (stormvind) och Okypete (den snabbflygande). Senare grekiska skalder har givit dem andra namn, och hos Vergilius heter den förnämsta av dem Celæno (grek. Kelainó). De är döttrar av Thaumas och Elektra, systrar till Iris, bevingade och snabbare än vinden. Personer, som spårlöst försvunnit, sades vara bortrövade av harpyorna. Sedermera övergick de till ett slags ondskefulla straffgudomligheter och fick en gestalt som motsvarade detta. Det berömda gravmonumentet vid Xanthos i Lykien återger flera bilder (numera i British museum) av harpyor i färd med att bortröva människor.
I argonautsagan uppträder de som den blinde trakiske konungen Fineus’ plågoandar, vilka rövar bort och smutsar ned hans mat med avföring, till dess de slutligen förjagas av de bevingade Boreassönerna Kalaïs och Zetes.